# Blang Paku (Paya Bakong)
Blang Paku is een bestuurslaag in het regentschap Aceh Utara van de provincie Atjeh, Indonesië. Blang Paku telt 219 inwoners (volkstelling 2010).